# 명랑핫도그
명랑핫도그는 대한민국의 콘도그 프랜차이즈 전문점이다.